# 2001 ve fotografii

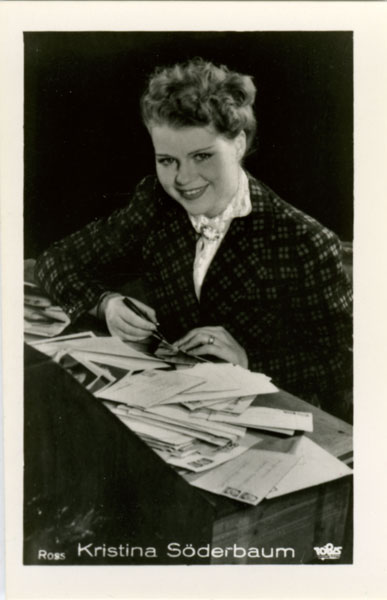
V roce 2001 zemřela německá fotografka Kristina Söderbaum

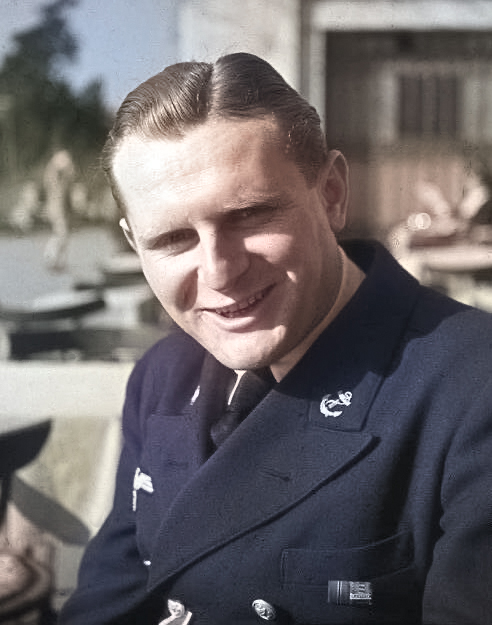
Zemřel německý propagátor barevného filmu Horst Grund

Tento článek obsahuje významné fotografické události v roce 2001.

## Události
Před sto lety Arthur Eichengrün vynalezl nehořlavou filmovou podložku a společnost Kodak uvedla na trh svůj svitkový film.
V roce 2001 společnost Polaroid vyhlásila bankrot.
- Měsíc fotografie Bratislava 2001

- 99. kongres Fédération photographique de France, květen 2001
- Rencontres d'Arles červenec–září
- Festival international de la photo animalière et de nature, Montier-en-Der, každý třetí čtvrtek v listopadu
- Salon de la photo de Paris, Paříž, listopad
- Mois de la Photo, Paříž, listopad
- Paris Photo, listopad

## Ocenění
- Czech Press Photo – Michal Novotný, Lidové noviny, děti kapitána požárníků Timothy Stackpola na newyorském Coney Islandu při jeho pohřbu, září 2001

- World Press Photo – Erik Refner

- Prix Niépce – Antoine d'Agata
- Prix Nadar – Jean Gaumy (fotografie) a Hervé Hamon (text), Le Livre des tempêtes, à bord de l'Abeille Flandre, éditions du Seuil
- Prix Arcimboldo – Nicole Tran Ba Vang
- Prix HSBC pour la photographie – Jo Lansley, Helen Bendon a Franck Christen
- Prix Bayeux-Calvados des correspondants de guerre – Enric Marti (Associated Press)
- Prix Canon de la femme photojournaliste – Magali Delporte
- Prix Picto – Christian Lesemann
- Prix Voies Off – Gérard Pétremand
- Prix Roger-Pic – Tiane Doan Na Champassak za sérii Maha Kumbh Mela en Inde

- Cena Oskara Barnacka – Bertrand Meunier, Francie
- Cena Ericha Salomona – Herlinde Koelbl
- Cena za kulturu Německé fotografické společnosti – F. C. Gundlach
- Cena Hansely Miethové – Matthias Jung (fotografie), Uwe Buse (text)
- Davies Medal – Ghassan Alusi
- Cena Ansela Adamse – Robin Way
- Cena W. Eugena Smithe – Maya Goded
- Zlatá medaile Roberta Capy – Luc Delahaye (Magnum Photos) za Newsweek, „Afghánistán“
- Infinity Awards – Luc Delahaye, Philip-Lorca diCorcia, Mary Ellen Marková
- Pulitzerova cena
  -  Pulitzer Prize for Breaking News Photography – Alan Diaz, Associated Press, „za fotografii federálního agenta při přebírání Eliána Gonzáleze z domova jeho strýce.“(citace, fotografie)
  -  Pulitzer Prize for Feature Photography – Matt Rainey, Star-Ledger (New Jersey), „za emotivní fotografie ilustrující péči a léčbu dvou studentů kriticky popálených při požáru na Seton Hall University.“ (obrázky)

- Cena Higašikawy – Andrejs Grants, Eikó Hosoe, Juki Onodera, Kazuemon Hidano
- Cena za fotografii Ihei Kimury – Rinko Kawauči (川内 倫子), Taidži Macue
- Cena Kena Domona – Jošino Óiši (大石 芳野)
- Cena Nobua Iny – Hiroši Jamazaki
- Cena Džuna Mikiho – Makiko Fudžisawa (藤沢 真樹子) za fotografii Mango y Ritmo
- Prix Paul-Émile-Borduas – Roland Poulin
- Fotografická cena vévody a vévodkyně z Yorku – Shari Hatt
- Národní fotografická cena Španělska – Toni Catany[1]
- Hasselblad Award – Hiroši Sugimoto
- Švédská cena za fotografickou publikaci – Ewa Stackelberg
- Cena Lennarta Nilssona – David Doubilet
- Cena Roswithy Haftmann – Walter De Maria

## Velké výstavy
- Garry Winogrand, Winogrand's Street Theater, Rencontres d'Arles

## Knihy
- James Nachtwey : L'Occhio testimone (Contrasto) – ISBN 8-886-98227-5

## Narození v roce 2001
- 9. května – Greteli Finchamová, jihoafrická herečka, fotografka a modelka, známá svými rolemi v seriálu kykNET Alles Malan (2019–) a sérii Netflix Krev a voda (2020–)
- 10. října – Hossam Shabat, palestinský novinář a fotograf, který informoval o válce v Gaze jako korespondent pro Al Jazeera († 24. března 2025)

## Úmrtí v roce 2001
- 1. ledna – Oleksandr Tymofijovyč Bormotov, ukrajinský fotograf, fotokorespondent RATAU – TARS, člen Svazu novinářů Ukrajiny a SSSR (* 6. dubna 1926)
- 7. ledna – Johan van der Keuken, 62, nizozemský dokumentarista, spisovatel a fotograf
- 25. ledna – Dare Wright, 86, kanadsko-americká modelka, autorka knížek pro děti a fotografka
- 3. února – Zdenko Feyfar, 87, český fotograf
- 12. února – Kristina Söderbaum, 88, německá filmová herečka, produkční a fotografka.[2]
- 14. února – Mfon Essien, americko-nigerijská fotografka (* 1967)
- 8. května – Horst Grund, 85, německý fotograf a kameraman
- 25. května – Alberto Korda, kubánský fotograf (* 14. září 1928)
- 25. května – August Azaglo, ghanský fotograf (* 1924)
- 9. července – Victor George, 46, indický fotograf, sesuv půdy.[3]
- 12. července – Ron Kroon, holandský freestyle plavec a fotograf  (* 17. září 1942)
- 16. srpna – Mojmír Preclík, 70, český sochař, keramik, restaurátor a fotograf
- 30. srpna – Alicia D'Amico, 67, argentinská fotografka.[4]
- 8. září – Tino Petrelli, 79, italský dokumentární fotograf
- 11. září – Berry Berenson, 53, americký herec a fotograf, pasažér letu American Airlines 11.[5]
- 11. září – Bill Biggart, 54, americký fotožurnalista, teroristické útoky 11. září 2001.[6]
- 5. října – Robert Stevens, 63, americký fotoeditor, oběť anthraxového útoku
- 11. října – Sven Gillsäter, švédský filmař, fotograf, spisovatel, scenárista a režisér krátkých filmů (* 28. února 1921)
- 11. listopadu – Ivan Lutterer, 47, český fotograf
- 14. prosince – Alfred Byrd Graf, 100, německo-americký botanik, fotograf a spisovatel.[7]
- 24. prosince – Frances Macgregor, 95, americký fotograf, spisovatel, sociolog a antropolog.[8]
- ? – Lâm Tấn Tài, 65–66, vietnamský fotograf, rakovina jazyka
- ? – Marianne Breslauer, německá fotografka, fotožurnalistka a průkopnice pouliční fotografie (* 20. listopadu 1909 – 7. února 2001)
- ? – Willi Huttig, česko-německý fotograf a alpinista, vystavoval na výstavě Lidská rodina (* 28. března 1909 – 27. prosince 2001)
- ? – Arne Sucksdorff, švédský filmový režisér, scenárista, fotograf přírody a kameraman (* 3. února 1917 – 4. května 2001)

## Výročí
Sté výročí narození
- 2. ledna – Nadžíb Albina, vedoucí fotograf Palestinského archeologického muzea († 23. července 1983)
- 1. dubna – Jan Lauschmann, český chemik a fotograf († 1. ledna 1991)
- 7. června – Pierre Ichac, francouzský fotograf
- 10. července – Hélène Roger-Viollet, fotožurnalistka, založila agenturu Roger-Viollet
- 14. srpna – Paul Senn, švýcarský fotograf
- 14. srpna – Lucien Aigner, maďarský fotograf († 29. března 1999)
- 15. srpna – Jindřich Hatlák, český fotograf († 28. října 1977)
- 10. listopadu – Lisette Modelová, americká fotografka († 30. března 1983)
- 12. prosince – Ihei Kimura, japonský fotograf
- 17. prosince – Wilhelm Castelli, německý fotograf architektury

Sté výročí úmrtí
- 21. února – Henry Peach Robinson, anglický fotograf (* 9. července 1830).
- 6. března – John Jabez Edwin Mayall, anglický portrétní fotograf (* 17. září 1813).
- 7. srpna – Josiah Johnson Hawes, americký fotograf (* 20. února 1808).
- 28. listopadu – Ludvig Grundtvig, dánský fotograf a malíř (* 1. května 1836).
- 6. prosince – Bertha Wehnert-Beckmann, německá fotografka (* 25. ledna 1815).
- 10. prosince – Dorothy Catherine Draper, první žena na fotografii (* 6. srpna 1807).
- ? – Guido Boggiani, malíř a fotograf (* 25. září 1861).
- ? – Édouard Buguet, francouzský fotograf (* 1840)